# Priemstaartjes
De priemstaartjes (Acisoma) is een geslacht van libellen (Odonata) uit de familie van de korenbouten (Libellulidae).

## Soorten
Acisoma omvat 2 soorten:
- Acisoma panorpoides Rambur, 1842 – Priemstaartje
- Acisoma trifida Kirby, 1889